# Gran Premio di San Marino 1996
Il Gran Premio di San Marino 1996 è stato un Gran Premio di Formula 1 disputato il 5 maggio 1996 sull'Autodromo Enzo e Dino Ferrari di Imola. La gara è stata vinta da Damon Hill su Williams e oltre ad aver bissato la vittoria dell'anno precedente, raggiunge quota 17 nella vittorie in Formula 1.

## Vigilia
La Forti introduce la nuova monoposto, la FG-03 in dotazione al solo Luca Badoer, mentre Andrea Montermini utilizza ancora la vecchia vettura

## Qualifiche

### Resoconto

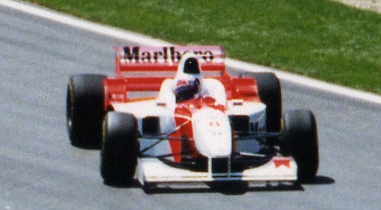
David Coulthard, autore di un ottimo quarto posto in qualifica

Grazie anche ad un motore preparato appositamente per le qualifiche di questo Gran Premio, Schumacher conquista la pole position precedendo di poco più di due decimi Hill.

Sia per il pilota che per il team è la prima pole stagionale, nonché la prima del tedesco al volante della Ferrari.

Terzo è Villeneuve, seguito da Coulthard, alla guida di una McLaren in ripresa dopo un inizio di stagione difficile, Alesi, Irvine, Berger, Salo, Barrichello e Frentzen.

In fondo alla griglia Badoer riesce a qualificarsi grazie alla nuova Forti FG03, mentre Montermini, ancora alla guida della vecchia monoposto, rimane fuori dal 107%.

### Risultati
| Pos                         | No | Pilota                | Costruttore          | Tempo    | Distacco |
| --------------------------- | -- | --------------------- | -------------------- | -------- | -------- |
| 1                           | 1  | Michael Schumacher    | Ferrari              | 1:26.890 |          |
| 2                           | 5  | Damon Hill            | Williams - Renault   | 1:27.105 | +0.215   |
| 3                           | 6  | Jacques Villeneuve    | Williams - Renault   | 1:27.220 | +0.330   |
| 4                           | 8  | David Coulthard       | McLaren - Mercedes   | 1:27.688 | +0.798   |
| 5                           | 3  | Jean Alesi            | Benetton - Renault   | 1:28.009 | +1.119   |
| 6                           | 2  | Eddie Irvine          | Ferrari              | 1:28.205 | +1.315   |
| 7                           | 4  | Gerhard Berger        | Benetton - Renault   | 1:28.336 | +1.446   |
| 8                           | 19 | Mika Salo             | Tyrrell - Yamaha     | 1:28.423 | +1.533   |
| 9                           | 11 | Rubens Barrichello    | Jordan - Peugeot     | 1:28.632 | +1.742   |
| 10                          | 15 | Heinz-Harald Frentzen | Sauber - Ford        | 1:28.785 | +1.895   |
| 11                          | 7  | Mika Häkkinen         | McLaren - Mercedes   | 1:29.079 | +2.189   |
| 12                          | 12 | Martin Brundle        | Jordan - Peugeot     | 1:29.099 | +2.209   |
| 13                          | 9  | Olivier Panis         | Ligier - Mugen-Honda | 1:29.472 | +2.582   |
| 14                          | 17 | Jos Verstappen        | Footwork - Hart      | 1:29.539 | +2.649   |
| 15                          | 14 | Johnny Herbert        | Sauber - Ford        | 1:29.541 | +2.651   |
| 16                          | 18 | Ukyo Katayama         | Tyrrell - Yamaha     | 1:29.892 | +3.002   |
| 17                          | 10 | Pedro Diniz           | Ligier - Mugen-Honda | 1:29.989 | +3.099   |
| 18                          | 20 | Pedro Lamy            | Minardi - Ford       | 1:30.471 | +3.581   |
| 19                          | 21 | Giancarlo Fisichella  | Minardi - Ford       | 1:30.814 | +3.924   |
| 20                          | 16 | Ricardo Rosset        | Footwork - Hart      | 1:31.316 | +4.426   |
| 21                          | 22 | Luca Badoer           | Forti - Ford         | 1:32.037 | +5.147   |
| Tempo limite 107%: 1:32,972 |    |                       |                      |          |          |
| NQ                          | 23 | Andrea Montermini     | Forti - Ford         | 1:33.685 | +6.795   |

## Gara

### Resoconto

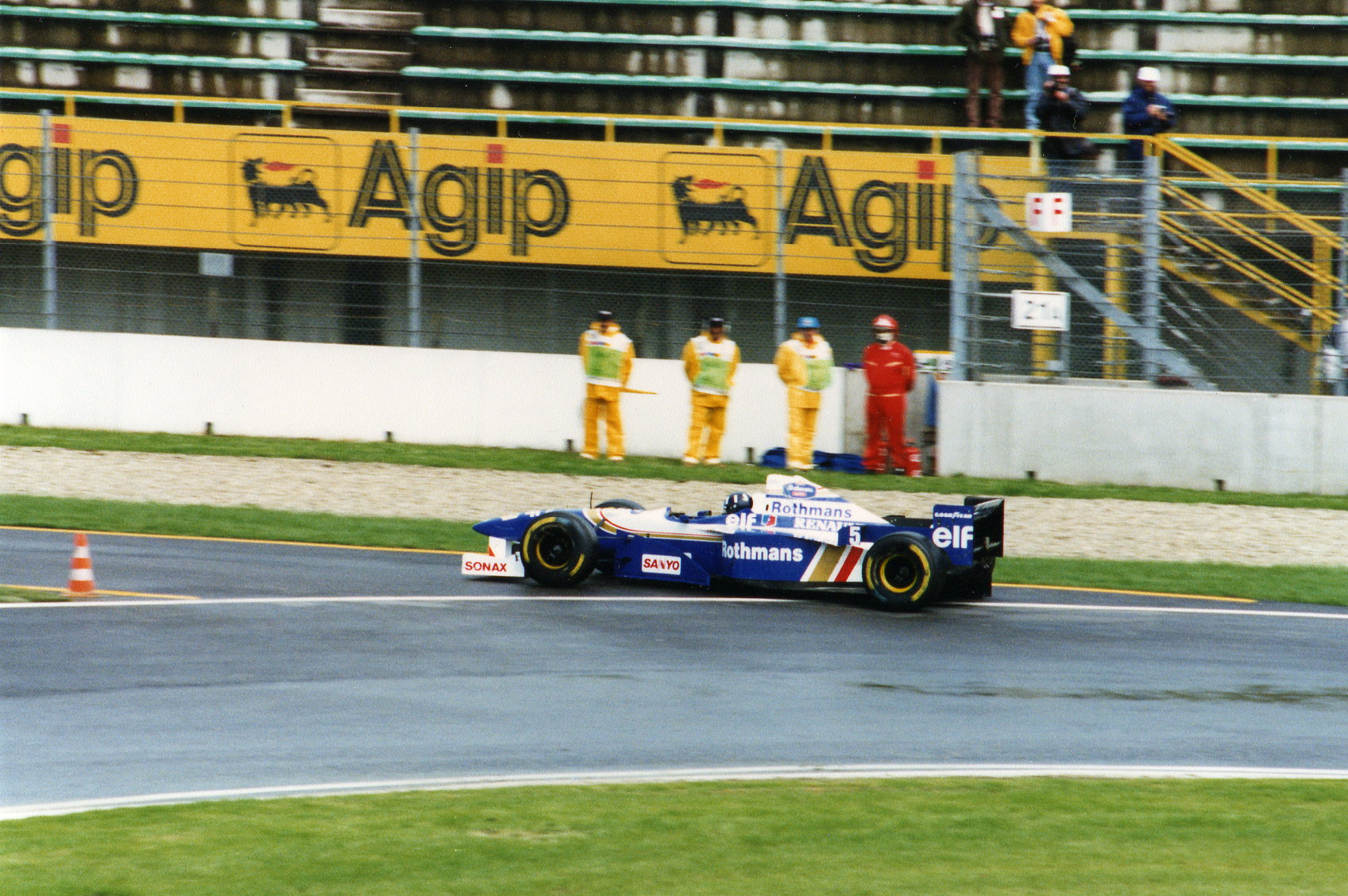
Damon Hill rientra ai box durante le prove libere. La domenica si imporrà in gara.

Al via Schumacher parte male, dovendo cedere la posizione a Hill e a Coulthard; lo scozzese, scattato benissimo dalla seconda fila, conquista addirittura la prima posizione alla prima curva. Il primo giro è piuttosto movimentato: Alesi prova ad attaccare Villeneuve, autore di una partenza non eccezionale, e i due vengono a contatto più volte; alla fine il canadese deve tornare ai box con una gomma forata, mentre sulla vettura di Alesi si danneggia una sospensione. Passa così in quarta posizione Salo, seguito da Berger. Coulthard mantiene la prima posizione, mentre Schumacher, partito con meno benzina del rivale, sopravanza Hill, lanciandosi all'inseguimento del pilota della McLaren, ma non riuscendo a passarlo.
Quando Coulthard e Schumacher effettuano il proprio pit stop, Hill passa al comando; con pista libera davanti a sé l'inglese tiene un ritmo inavvicinabile per tutti e quando rifornisce torna in pista davanti a Schumacher, che aveva a sua volta superato Coulthard. Più indietro Salo si ritira, dopo aver ceduto la quarta posizione a Berger; Alesi è invece protagonista di una gara travagliata, con una vettura danneggiata ed uno stop & go inflittogli per eccessiva velocità nella pit lane. Mentre Hill controlla agevolmente la gara, distanziando progressivamente Schumacher, Coulthard si ritira per un problema al cambio, facendo così risalire Berger in terza posizione. A sei tornate dalla fine abbandona anche Villeneuve, tradito dalla sospensione della sua Williams dopo aver rimontato fino al sesto posto. Non ci sono altri cambiamenti ed Hill conquista la quarta vittoria stagionale. Nonostante il cedimento del freno anteriore destro a circa metà dell'ultimo giro, Schumacher riesce ugualmente a giungere secondo per poi abbandonare la monoposto a pochi metri dopo il traguardo; a seguire: Berger, Irvine, Barrichello ed Alesi.

### Risultati
| Pos      | N° | Pilota                | Costruttore/Motore   | Giri | Tempo/Ritiro    | Griglia | Punti |
| -------- | -- | --------------------- | -------------------- | ---- | --------------- | ------- | ----- |
| 1        | 5  | Damon Hill            | Williams - Renault   | 63   | 1:35:26.156     | 2       | 10    |
| 2        | 1  | Michael Schumacher    | Ferrari              | 63   | +16.460         | 1       | 6     |
| 3        | 4  | Gerhard Berger        | Benetton - Renault   | 63   | +46.891         | 7       | 4     |
| 4        | 2  | Eddie Irvine          | Ferrari              | 63   | +1:01.583       | 6       | 3     |
| 5        | 11 | Rubens Barrichello    | Jordan - Peugeot     | 63   | +1:18.490       | 9       | 2     |
| 6        | 3  | Jean Alesi            | Benetton - Renault   | 62   | +1 giro         | 5       | 1     |
| 7        | 10 | Pedro Diniz           | Ligier - Mugen-Honda | 62   | +1 giro         | 17      |       |
| 8        | 7  | Mika Häkkinen         | McLaren - Mercedes   | 61   | Motore          | 11      |       |
| 9        | 20 | Pedro Lamy            | Minardi - Ford       | 61   | +2 giri         | 18      |       |
| 10       | 22 | Luca Badoer           | Forti - Ford         | 59   | +4 giri         | 21      |       |
| Ritirato | 6  | Jacques Villeneuve    | Williams - Renault   | 57   | Sospensione     | 3       |       |
| Ritirato | 9  | Olivier Panis         | Ligier - Mugen-Honda | 54   | Motore          | 13      |       |
| Ritirato | 18 | Ukyo Katayama         | Tyrrell - Yamaha     | 45   | Testacoda       | 16      |       |
| Ritirato | 8  | David Coulthard       | McLaren - Mercedes   | 44   | Idraulico       | 4       |       |
| Ritirato | 16 | Ricardo Rosset        | Footwork - Hart      | 40   | Motore          | 20      |       |
| Ritirato | 17 | Jos Verstappen        | Footwork - Hart      | 38   | Idraulico       | 14      |       |
| Ritirato | 12 | Martin Brundle        | Jordan - Peugeot     | 36   | Testacoda       | 12      |       |
| Ritirato | 15 | Heinz-Harald Frentzen | Sauber - Ford        | 32   | Freni           | 10      |       |
| Ritirato | 21 | Giancarlo Fisichella  | Minardi - Ford       | 30   | Motore          | 19      |       |
| Ritirato | 14 | Johnny Herbert        | Sauber - Ford        | 25   | Elettrico       | 15      |       |
| Ritirato | 19 | Mika Salo             | Tyrrell - Yamaha     | 23   | Motore          | 8       |       |
| NQ       | 23 | Andrea Montermini     | Forti - Ford         |      | Regola del 107% | 22      |       |

## Classifiche

### Piloti
| Pos. | Pilota             | Punti |
| ---- | ------------------ | ----- |
| 1    | Damon Hill         | 43    |
| 2    | Jacques Villeneuve | 22    |
| 3    | Michael Schumacher | 16    |
| 4    | Jean Alesi         | 11    |
| 5    | Eddie Irvine       | 9     |
| 6    | Gerhard Berger     | 7     |
| 6    | Rubens Barrichello | 7     |
| 8    | Mika Häkkinen      | 5     |
| 9    | David Coulthard    | 4     |
| 10   | Mika Salo          | 3     |
| 11   | Olivier Panis      | 1     |
| 11   | Jos Verstappen     | 1     |
| 11   | Martin Brundle     | 1     |

### Costruttori
| Pos. | Team                 | Punti |
| ---- | -------------------- | ----- |
| 1    | Williams - Renault   | 65    |
| 2    | Ferrari              | 25    |
| 3    | Benetton - Renault   | 18    |
| 4    | McLaren - Mercedes   | 9     |
| 5    | Jordan - Peugeot     | 8     |
| 6    | Tyrrell - Yamaha     | 3     |
| 7    | Ligier - Mugen-Honda | 1     |
| 7    | Footwork - Hart      | 1     |